# La Manif pour tous
La Manif pour tous è una associazione e lobby di pressione nata in Francia nel 2012 in opposizione al matrimonio tra persone dello stesso sesso e alla legge anti-omofobia.
Il gruppo inoltre sostiene l'esistenza della teoria del complotto sull'ideologia gender, nata negli ambienti dell'Opus Dei a metà degli anni '90 per emarginare le varie posizioni progressiste in controtendenza alla dottrina cattolica romana.

## Storia

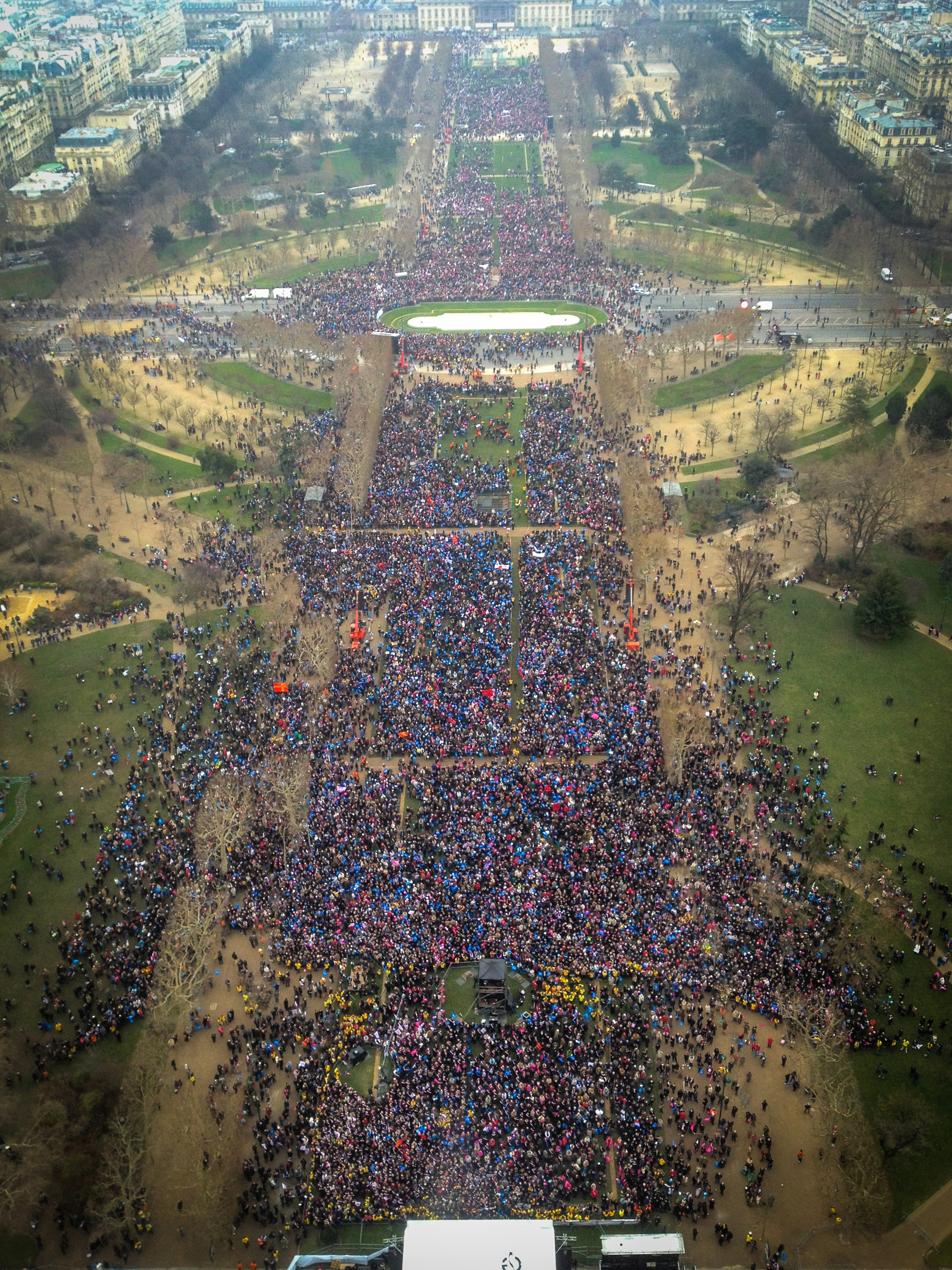
La manifestazione del gennaio 2013 a Parigi

L'origine di La Manif pour tous risale al 5 settembre 2012, quando una cinquantina di referenti di 37 diverse associazioni si riunirono a Parigi con filosofi, psichiatri e alti funzionari per definire una strategia per opporsi al progetto di legge volto a riconoscere il matrimonio tra persone dello stesso sesso e l'adozione di minori da parte di famiglie non eterosessuali. Molte di queste associazioni erano di impostazione cristiana, spesso in modo piuttosto radicale.
Il 13 gennaio 2013, l'associazione organizza, nella capitale francese, una protesta contro la proposta di legge, voluta dal governo Ayrault, sulla regolamentazione dei matrimoni tra persone dello stesso sesso. A tale manifestazione hanno partecipato secondo gli organizzatori circa un milione di persone. Le stime delle forze dell'ordine, che in un primo tempo erano tra i 150000 ai 300000 sostenitori, si sono in seguito attestate sui 340000 partecipanti.
La Manif pour tous viene da molti considerata un'associazione omofoba per le sue battaglie contro le unioni tra persone dello stesso sesso e l'adozione da parte di famiglie diverse da quelle eterosessuali.
Nel 2018 la Corte di Cassazione francese ha stabilito che il gruppo può essere definito omofobo senza che ciò possa costituire reato e lo ha condannato a versare 1500 euro di risarcimento all'associazione Act Up per le spese processuali.

## Nel resto d'Europa
Nel luglio 2013 è stata fondata in Croazia un'associazione ispirata a La Manif pour tous, il cui è obiettivo è includere nella costituzione croata la definizione del matrimonio come tra un uomo e una donna. L'associazione ha ottenuto l'istituzione di un referendum costituzionale tenutosi nel dicembre 2013 approvato con dal 66,28% dei voti, che ha introdotto una disposizione secondo la quale «il matrimonio è l'unità vivente di una donna e di un uomo».
In Italia, nel luglio 2013, viene fondata una sezione italiana, Manif pour tous Italia, che poi diventa, nel 2015, Generazione Famiglia. Il gruppo organizza nello stesso anno e in quello successivo due Family Day per protestare contro la legalizzazione delle unioni civili in Italia, fallendo però nel suo intento. L'associazione si è espressa anche contro una legge sull'omofobia, considerata un limite alla libertà di espressione e contro la quale il gruppo ha indetto una manifestazione tenutasi a Roma l'11 gennaio 2014, che secondo gli organizzatori ha visto la partecipazione di 4000 persone. La fondazione, attraverso una petizione online del 2014, che ha raccolto 17000 firme, si è espressa contro la risoluzione europea Lunacek sulla discriminazione legata all'orientamento sessuale e all'identità di genere che avrebbe, secondo loro, esercitato «influenza politica sull'Organizzazione Mondiale della Sanità (WHO) affinché l'omosessualità sia rimossa dalla lista dei disordini mentali e comportamentali» e rappresentato «un sorprendente tentativo di interferenza sulla libertà della scienza e della ricerca scientifica da parte di istituzioni politiche». Il 24 gennaio 2014, il movimento manifesta contro la visita del presidente francese François Hollande, definito «promotore di politiche contro la famiglia naturale», a Papa Francesco, esponendo una bandiera di 600 metri quadrati a Piazza del Popolo. Il gruppo si è schierato politicamente per il centrodestra sostenendo partiti come Forza Italia, Lega Nord, Fratelli d'Italia e CasaPound.
A partire da febbraio 2014, La Manif pour tous avvia iniziative in favore di una maggiore internazionalizzazione del movimento, incoraggiando manifestazioni il 2 febbraio non solo a Parigi e Lione, ma anche a Roma, Madrid, Varsavia, Lussemburgo, Bruxelles e Bucarest.
Il 20 giugno 2015, La Manif pour tous partecipa al Family Day a Roma, che riunisce centinaia di migliaia di manifestanti, un milione secondo gli organizzatori, stimati invece a 400000 dalla questura. L'iniziativa, costruita su una base cattolica, ha ottenuto l'appoggio dei locali rappresentanti della comunità ebraica e di quella musulmana.
Un'associazione legata a La Manif pour tous è attiva in Finlandia, sotto il nome di Aito avioliitto. Nel luglio 2015, l'associazione è riuscita a raccogliere le 50000 firme necessarie per rivedere la legge sul matrimonio tra persone dello stesso sesso, approvata nell'autunno 2014 dal Parlamento finlandese. Tuttavia, la petizione è stata respinta il 17 febbraio 2017 dal parlamento con 120 voti contro 48.
Altro movimento ispirato a La Manif pour tous è presente in Germania, sotto il nome di Demo für Alle. Il gruppo ha tenuto sette manifestazioni a partire da febbraio 2014. Il 21 giugno 2015, il movimento riunì 4000 manifestanti a Stoccarda per manifestare contro il matrimonio omosessuale.
Il movimento ha esercitato una certa influenza anche in Russia, dove Russia Unita, il partito del presidente Vladimir Putin, ha adottato la bandiera.

## Controversie

### Aggressioni agli omosessuali
Nonostante l'organizzazione si dichiari essere un movimento non violento di protesta al matrimonio egualitario, durante le manifestazione del gruppo non sono mancate molteplici aggressioni e le violenze ai danni di omosessuali che hanno portato i poliziotti ad arrestare decine di persone. Secondo il rapporto annuale del 2013 dell’associazione SOS Homophobie in Francia, subito dopo la fondazione del movimento, gli atti omofobi sono aumentati del 78%. Il numero di atti omotransfobici sono aumentati esponenzialmente nel 2013 raggiungendo i 3517 casi. Su internet i messaggi omofobi sono «triplicati»: dai 656 del 2012 ai 1723 del 2013.

### Mailbombing
Il gruppo ha più volte orchestrato dei mailbombing (eventi in cui un vasto numero di persone o dei bot inviano email a dei rappresentanti pubblici per influenzarli) con lo scopo di suggestionare delle decisioni politiche autonome contrarie alle istanze portate avanti dal gruppo.

### Terapie di conversione
L’organizzazione è convinta che l'omosessualità sia una caratteristica acquisibile per una persona e che le terapie riparative siano un valido mezzo per cambiare una «sessualità deviata», rifacendosi, in particolare, alle teorie di Joseph Nicolosi.